# Sanda (Japon)
Pour les articles homonymes, voir Sanda.
Sanda (三田市, Sanda-shi) est une ville située dans la préfecture de Hyōgo, au Japon.

## Toponymie
Des documents historiques datant de l'époque Nanboku-chō (1336-1392) mentionnent l'existence d'un château nommé « château de Sanda ». Celui-ci a donné son nom à la cité qui s'est développée dans ses alentours.

## Géographie

### Situation
Sanda est située dans le sud-est de la préfecture de Hyōgo, sur l'île de Honshū, au Japon. Elle s'étend, au nord de Kobe, capitale préfectorale, sur 19,3 km d'ouest en est et sur 17,8 km, du nord au sud, à environ 420 km, à vol d'oiseau, au sud-ouest de Tokyo.

### Démographie
Au 1er avril 2023, la population de Sanda était de 107 730 habitants répartis sur une superficie de 210,32 km2.

### Municipalités limitrophes
Les municipalités limitrophes de Sanda sont : Tamba-Sasayama, au nord, Miki et Katō, à l'est, Inagawa et Takarazuka, à l'ouest, et, au sud, Kobe.

### Topographie
Les monts Hatsuka et Ōfuna se trouvent sur le territoire de Sanda, dans le périmètre duquel l'altitude varie de 116 à 617 m.

## Histoire
La zone habitée de Sanda, établie depuis l'époque de Nara (710-794), prend son essor durant l'époque d'Edo (1603-1868), dans le domaine féodal de Sanda,.
Sanda a officiellement acquis le statut de ville en 1958.

## Transports
Sanda est desservie par la ligne Fukuchiyama de la compagnie JR West ainsi que par les lignes Sanda et Kōen-Toshi de la compagnie Shintetsu.